# Mama Ocllo
Mama Ocllo (en quechua: Mama Uqllu),según la tradición oral recogida desde la conquista española, habría sido la primera coya de la civilización incaica. Fue la hermana y esposa principal del primer soberano inca, Manco Cápac, con quien estableció la ciudad del Cuzco.Fue ella quien inventó la textilería, actividad que enseñó a las mujeres incaicas.Aunque aparece en varias leyendas sobre el origen de los incas,hay relatos históricos, incluidos los registrados por Juan de Betanzos y Martín de Murúa, que la describen como una de los líderes de un grupo de nómadas(el clan Ayar) que venían de Tamputoco,ubicado en la actual provincia de Paruro.

## Mitos

### Origen
Hay múltiples variaciones en el origen de Mama Ocllo. 
Una versión común involucra a Mama Ocllo emergiendo con Manco Cápac de una isla o cueva en el lago Titicaca después de que Inti los creó, aunque en algunas versiones alternativas, el resto de sus hermanos, así como diez ayllus, también emergen del lago y todos viajan juntos por un corto tiempo. Algunos mitos representan el lugar de origen de la pareja de hermanos en la Roca de los Orígenes, que es un lugar descrito como sagrado.
Otro relato cuenta como Inti creó a Mama Ocllo y a sus hermanos, aunque esta vez emergieron del medio de tres ventanas en una cueva conocida como Paccaritambo, y se les dio una señal cuando se acercaron a la tierra en la que se suponía que debían asentarse, en lugar de una vara para pinchar el suelo.
Algunos relatos también afirman que tanto Mama Ocllo como Manco Cápac eran hijos de Inti y Quilla.
En lugar de Inti, una leyenda dice que Mama Ocllo es hija de Huiracocha y Mama Cocha, lo que la convierte en hermana de Inti y de Quilla.

### Fundación del Cuzco
Según la mayoría de las leyendas, Manco Cápac y Mama Ocllo fueron enviados por Inti para ayudar a ampliar los conocimientos de los primeros miembros de la etnia inca después de ver lo mal que estos vivían.Según la leyenda introducida por el Inca Garcilaso de la Vega, a la pareja de hermanos se les entregó un cetro de oro para ayudarlos a encontrar un lugar ideal para establecerse y adorar al sol.Después de sus vagabundeos, descendieron en el valle del río Huatanay, en las faldas del cerro Huanacaure. Decidieron construir la ciudad del Cuzco después de que la vara de oro que trajeron se hundiera en el suelo y desapareciera.Se dispusieron entonces a reunir al pueblo inca y llevarlo a la ciudad,donde fue instruido en la religión y fue dividido por oficios.Mientras que la Coya enseñó a las mujeres las artes, la textilería, la alfarería y toda actividad doméstica, el Inca enseñó a los hombres la orfebrería, la agricultura, la pesca, la caza y la arquitectura.Su obra pública más notable fue el Inticancha (templo del Sol), también conocido como el Intihuasi o Coricancha, establecido en el centro de la ciudad o, como dicen algunas fuentes, donde desapareció la varilla.

### Los yanaconas
Según algunos relatos, la población de Yanayaco se rebeló antes los incas, pero perdieron la batalla. Justo cuando los yanaconas iban a ser ejecutados bajo las órdenes de Manco Cápac, Mama Ocllo intercedió por ellos y pidió que estuvieran a su servicio perpetuo bajo un trato justo. Entonces surgió una tradición en la que el Inca entregaba la población yanacona a la Coya tras su boda; la primera boda real en el Cusco fue entre su propio hijo de 20 años, Sinchi Roca, y Mama Coca, la hija de Surik Huaman, Señor de Sannon (hoy San Sebastián).

## En la cultura popular
En noviembre de 2019, más de 200 artistas de la región de Puno, entre estudiantes del ESFA Puno e invitados, dieron vida a la actividad de la Leyenda de Manco Cápac y Mama Ocllo, que como cada año forma parte de los festejos programados con motivo del aniversario de fundación española de Puno.El año anterior, la actriz Magaly Solier, junto a Nivardo Carrillo, retrataron la leyenda, emergiendo del Lago Titicaca.